# Orcotuna
Orcotuna es una ciudad peruana ubicada en la región Junín, provincia de Concepción, distrito de Orcotuna. Es capital del distrito de Orcotuna en la región Junín. Tiene una población de 2921 habitantes en 1993.

## Clima
| Parámetros climáticos promedio de Orcotuna | Parámetros climáticos promedio de Orcotuna | Parámetros climáticos promedio de Orcotuna | Parámetros climáticos promedio de Orcotuna | Parámetros climáticos promedio de Orcotuna | Parámetros climáticos promedio de Orcotuna | Parámetros climáticos promedio de Orcotuna | Parámetros climáticos promedio de Orcotuna | Parámetros climáticos promedio de Orcotuna | Parámetros climáticos promedio de Orcotuna | Parámetros climáticos promedio de Orcotuna | Parámetros climáticos promedio de Orcotuna | Parámetros climáticos promedio de Orcotuna | Parámetros climáticos promedio de Orcotuna |
| Mes                                        | Ene.                                       | Feb.                                       | Mar.                                       | Abr.                                       | May.                                       | Jun.                                       | Jul.                                       | Ago.                                       | Sep.                                       | Oct.                                       | Nov.                                       | Dic.                                       | Anual                                      |
| ------------------------------------------ | ------------------------------------------ | ------------------------------------------ | ------------------------------------------ | ------------------------------------------ | ------------------------------------------ | ------------------------------------------ | ------------------------------------------ | ------------------------------------------ | ------------------------------------------ | ------------------------------------------ | ------------------------------------------ | ------------------------------------------ | ------------------------------------------ |
| Temp. máx. media (°C)                      | 27.5                                       | 28                                         | 28                                         | 26                                         | 23.5                                       |                                            |                                            |                                            |                                            |                                            |                                            |                                            | 11.1                                       |
| Temp. mín. media (°C)                      | 18.5                                       | 19                                         | 18.5                                       | 17                                         | 16.5                                       |                                            |                                            |                                            |                                            |                                            |                                            |                                            | 7.5                                        |
| Fuente: Accuweather                        |                                            |                                            |                                            |                                            |                                            |                                            |                                            |                                            |                                            |                                            |                                            |                                            |                                            |